# Arcadische Bond

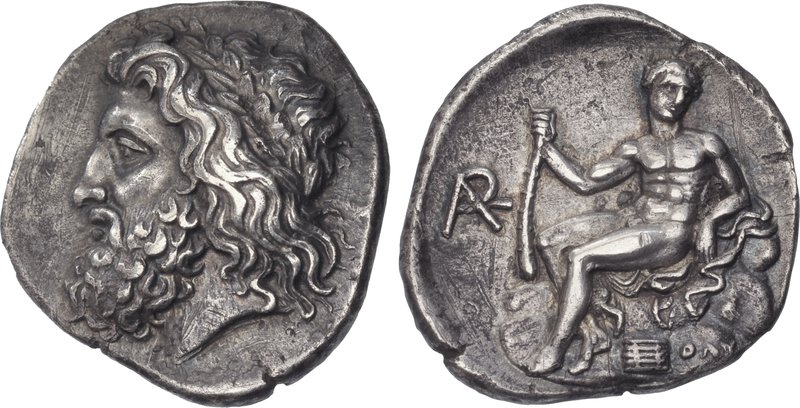
Monogram van de Arcadische Bond op een stater uit Megalopolis.

De Arcadische Bond (Oudgrieks: κοινόν, τὸ Ἀρκαδικόν) was een politiek bondgenootschap (koinon) in het oude Griekenland, dat de steden van Arcadië met elkaar verbond.
Van ongeveer het midden van de 6e eeuw v.Chr. stond Arcadië onder Spartaanse hegemonie. Daarom werd in de 4e eeuw v.Chr., onder impuls van de Thebaanse leider Epaminondas een Arcadische Bond gesticht, gericht tegen Sparta. Daarvoor werd zelfs een nieuwe hoofdstad gepland: Megalopolis. Aan het hoofd van deze bond stond een strategos. Deze voerde het staande leger van de bond aan, die Epariti (Ἐπάριτοι / Epáritoi) werden genoemd.
Omdat het particularisme en de behoudgezindheid van de Arcadische bevolking niet bepaald bevorderlijk was voor het streven naar eensgezindheid, kende het bondgenootschap weinig succes. Het koos daarom stelselmatig de zijde van Macedonië. Later in de 3e eeuw zijn de Arcadiërs opgegaan in de Achaeïsche Bond.

## Referentie
- W. Smith, art. Arcadicum foedum, in W. Smith (ed.), A Dictionary of Greek and Roman Antiquities, Londen, 1890, p. 162.